# فؤاد الشطي
فؤاد الشطي (4 سبتمبر 1951 - 6 أبريل 2016)، مخرج مسرحي كويتي حاصل على دبلوم الدراسات المسرحية في الكويت عام 1969 وسافر إلى الولايات المتحدة ليدرس الإعلام في جامعة كولومبيا وتخرج في عام 1974 التحق بفرقة المسرح العربي عام 1963 وأخرج لها الكثير من المسرحيات منها مسرحية سلطان للبيع تأليف توفيق الحكيم ومسرحية خروف نيام نيام من تأليف حمد عيسى الرجيب ومسرحية إحذروا من تأليف محفوظ عبد الرحمن والقضية خارج الملف من تأليف مصطفى الحلاج وقدم الكثير من البرامج والمسلسلات التلفزيونية في أواخر الستينات وعرضت مسرحياته في الكثير من الدول العربية.

## مسرحياته
من الأعمال المسرحية التي أخرجها:
- سلطان للبيع 1976
- عالم غريب غريب 1976
- الثالث 1976
- نورة 1978
- عشاق حبيبة 1977
- إحذروا 1988
- الثمن 1988
- رحلة حنظلة 1985
- القضية خارج الملف 1989
- فرحة أمة 1984
- خروف نيام نيام 1982
- دار 1980
- طار الفيل 1995
- مراهق في الخمسين
- جنون البشر 1997
- هالشكل يا زعفران

## المناصب الإدارية والفنية
تولى الكثير من المهام الفنية والإدارية في فرقة المسرح العربي وأصبح عضواً في مجلس إدارة الفرقة في عام 1968، ثم أميناً للسر، ثم رئيسًا لمجلس الإدارة في عام 1978 ساهم في تأسيس كل من الاتحاد العام للفنانين العرب واتحاد المسرحيين العرب، واللجنة الدائمة للفرق المسرحية الأهلية في مجلس التعاون لدول الخليج العربية انتخب من قبل المسرحيين الكويتيين ليمثلهم في اللجنة العليا للمسرح بالكويت في بادرة الأولى من نوعها.
صاحب فكرة ومؤسس الاتحاد الكويتي للمسارح الأهلية والمساهم الرئيسي في إشعاره، وشغل منصب أمين سر ورئيس للاتحاد في عدة دورات.
مؤسس المركز الكويتي والإقليمي للهيئة العالمية للمسرح ورئيس لمجلس إدارته منذ تأسيسه، انتخب كأول عربي عضواً في المكتب التنفيذي للهيئة العالمية للمسرح ITI لثلاث دورات متتالية ومقرها باريس.

## التكريم والجوائز
- فاز بجائزة الدولة التشجيعية في الفنون والآداب والعلوم الاجتماعية والإنسانية لعام 1989.
- تم تكريمه في مهرجان القاهرة الدولي للمسرح التجريبي عام 1992 ومهرجان أيام قرطاج المسرحية في دورته السادسة عام 1993 لإسهاماته البارزة في مجال المسرح.
- كرم في مدينة بيشيليي الإيطالية عام 1998م.
- كرم في مهرجان المسرح الأردني.
- كرمته جهات علمية وثقافية وفنية عديدة في الكويت ودول عربية بشهادات تقدير.
- كرم في الدورة السادسة للمهرجان المسرحي للفرق المسرحية الأهلية بدول مجلس التعاون الذي أقيم في سلطنة عمان في مايو 1999، ببادرة هي الأولى من نوعها في دول المجلس، وذلك بإجماع من فرق ومسرحيي هذه الدول.
- كرم في مهرجان أيام الشارقة المسرحية في أكثر من دورة كما كرمته إمارة الفجيرة عام 2002 م.
- كرم من قبل حاكم ولاية تامبيكو المكسيكية بشهادة تقدير ومواطنة شرفية أثناء المؤتمر الدولي العام للهيئة العالمية للمسرح بالمكسيك عام 2004.
- كرم في حفل تكريم الإعلاميين بدولة الكويت عام 2003 م.
- كرم في مهرجان الكويت المسرحي في دورته السابعة في إبريل 2004 م
- كرم في مهرجان المسرح لدول البحر المتوسط في إيطاليا في سبتمبر 2004.
- كرم في مهرجان أيام المسرح للشباب في دورته الثانية (ميدالية الشباب) في سبتمبر 2004 م.
- حصل على جائزة أفضل مخرج في يوم المسرح العربي لتكريم الفنان المسـرحي عام 1980م.
- حصل على جائزة أفضل عرض مسرحي لإخراجه مسرحية رحلة حنظلة في مهرجان بغداد المسرحي عام 1985م.
- حصل على جائزة أفضل تقنية مسرحية عن مسرحية القضية خارج الملف في مهرجان قرطاج عام 1989

## قالوا عنه
| فؤاد الشطي | فؤاد الشطي.. المخرج، مريح إلى حد (الاسترخاء) عند الممثل وعند المشاهد. والاسترخاء هنا غير (الرخاوة) المترهلة..! تلك حالة صحية وهذه حالة مرضية.. والشطي (حكيم مسرح) أي طبيب مسرح يدري ويعرف كيف يعالج الأمور بإدارته السمحة المدركة لطبيعة المواقف مهما تأزمت أو تعقدت. | فؤاد الشطي |

يوسف العاني مخرج عراقي
| فؤاد الشطي | استطاع فؤاد الشطي أن يحتل مكانه متميزة ومتفردة في عالم الإبداع الفني في المسرح والتلفزيون ليس فقط في الكويت ولكن في أقطار الخليج العربي، ولعل أعماله في المسرح وفي الدراما التلفزيونية تؤكد نضجه وسيطرته على عصا الريادة بين أقطاب الإبداع الفني في العالم العربي. | فؤاد الشطي |

سعد أردش ممثل مصري ومن رواد المسرح العربي
| فؤاد الشطي | الفنان فؤاد الشطي كائن مسرحي، لو قُدر له أن يخرج من المسرح لاختنق، كما يختنق السمك حين يخرج من الماء. وفؤاد مثال للفنان الذي يتصف بالالتزام من جهة، والانفلات من جهة أخرى، فهو ملتزم بأن يعطي للمسرح أقصى ما يستطيع من حب وعمل وتضحية. وهو منفلت لا يطيق السير ضمن القوالب التقليدية والطرق المعبّدة. وهو – في ظني – طفل كبير، فيه براءة الطفولة وشقاوتها ما يجعله دائب الحركة، كثير الشغب، لا يقر له قرار، وسريع الضحك وسريع البكاء، يحمل في داخله قلبا كبيراً قادراً على اكتساب ود الآخرين. إن أغضبك في الصباح، فسوف يسرع إليك في المساء، ليزيل ما قد يعلق بنفسك من عتب تجاهه. إن من يعرف الفنان فؤاد الشطي عن قرب لا يملك إلا أن يحبه، فهو ودود متواضع، مشاكس دون إضرار بالغير، متوثب يطمح إلى التجويد، وفيَّ لذكرى من تخطفتهم المنايا من رفاقه. وفؤاد ذو حضور لافت في المحافل الفنية العربية، وله محبون ومعجبون كُثر، حيثما حل. وأحسب أن الحركة الفنية الكويتية بحاجة إلى الفنانين الحقيقيين كفؤاد، القادرين على تجاوز حدود المحلية، ووضع الكويت في موضعها الطبيعي، ضمن خارطة الحركة الفنية العربية. لست في حاجة إلى تعداد إنجازات الفنان فؤاد الشطي، فمن المؤكد أن هناك من سوف يتصدون لتلك المهمة. وبعد، فتحية للفنان الإنسان، والصديق الودود فؤاد الشطي، الذي أرجو لعطاءاته وإنجازاته أن تطّرد على طريق إعادة الروح للحركة المسرحية الجادة . | فؤاد الشطي |

خليفة الوقيان شاعر كويتي

## وفاته
توفي سنة 2016 وهو في رحلة علاجية إلى ألمانيا.

## روابط خارجية
- فؤاد الشطي على موقع IMDb (الإنجليزية)
- فؤاد الشطي على موقع قاعدة بيانات الأفلام العربية